# Podwójna niestałość
Podwójna niestałość (fr. La Double Inconstance) – komedia Pierre’a de Marivaux wystawiona w 1723.

## Data powstania utworu
Utwór został napisany w 1723 roku i miał swą premierę 6 kwietnia 1723 w l’Hôtel de Bourgogne. Został wystawiony przez aktorów Comédie-Italienne i odniósł znaczny sukces.

## Osoby
| Osoba     | Jej rola w dramacie                    |
| --------- | -------------------------------------- |
| Książę    |                                        |
| Szlachcic |                                        |
| Flaminia  | córka domownika Księcia                |
| Lizeta    | jej siostra                            |
| Sylwia    | kochana przez Księcia i przez Arlekina |
| Arlekin   |                                        |
| Trywelin  | szef służby pałacowej                  |

## Treść

### Akt I
Trywelin nakłania Sylwię do odwzajemnienia miłości Księcia, proponuje jej nawet małżeństwo. Dziewczyna oświadcza, że nie kocha Księcia i nie ma zamiaru go poślubiać, protestuje przeciw porwaniu jej i rozdzieleniu z ukochanym Arlekinem. Flaminia obiecuje Księciu, że doprowadzi do szczęśliwego finału, korzystając z pomocy siostry i faktu, że Sylwia uważa Księcia za oficera z jego straży. Trywelin sprowadza Arlekina do pałacu, żeby mu zaproponować ożenek z inną poddaną Księcia za odpowiednią rekompensatą. Chłopak nie widzi jednak świata poza Sylwią. Wysłaną przez Flaminię Lizetę traktuje jak kokietkę nasłaną przez Trywelina. Chce zobaczyć Sylwię. Książę traci nadzieję, Flaminia jest jednak pewna swego: doprowadzi do małżeństwa Księcia z Sylwią i swojego z Arlekinem w zamian za książęce subsydium. Arlekin i Sylwia spotykają się i nie posiadają się ze szczęścia, przekonują się wzajemnie o trwałości swoich uczuć.

### Akt II

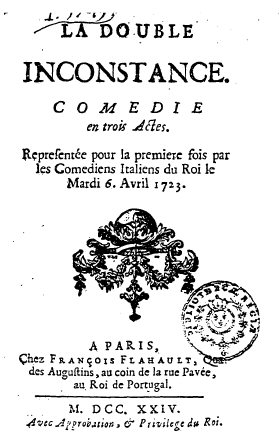
Strona tytułowa Podwójnej niestałości z 1724.

Flaminia zjawia się między Arlekinem a Sylwią jako wdowa po mężczyźnie niezwykle podobnym do Arlekina i jedyna przychylna zakochanym osoba. Oboje są wzruszeni jej życzliwością. Gdy Sylwia zostaje odwołana, Flaminia namawia Arlekina by skorzystał z przyjemności stołu, które oferuje książęca kuchnia. Powracającą Sylwię usposabia życzliwie do wysłuchania zwierzeń znanego jej oficera (którym jest sam książę), a ten wysławia jej przymioty i wyznaje swą miłość. Arlekin znajduje niemałą przyjemność w rozmowie ze swą nową przyjaciółką Flaminią, która wzrusza się jego podobieństwem do jej ukochanego męża. Arlekin zastanawia się, czy jeśli Książę nie zwróci mu Sylwii, nie mógłby poślubić, coraz mu droższej, Flaminii. Arlekina spotyka dość arogancki względem niego w przeszłości Szlachcic i uskarża się, że został wygnany przez Księcia z pałacu, a on nie umie żyć poza dworem. Jednocześnie prosi Arlekina przez wzgląd na jego dobre stosunki z Flaminią, by ta wstawiła się u Księcia za jego kuzynem, który chciałby ją poślubić. Arlekin zdecydowanie odmawia. Sylwii coraz bardziej podoba się w pałacu. Pięknie wyglądała w przymierzanej co dopiero sukni. Lizeta wyśmiewa ją i zapewnia, że uprzedzi ją w zabiegach o wyjście za mąż za Księcia. Piękny oficer znowu szepcze jej o swej miłości, a dziewczyna jest coraz bardziej niepewna swych uczuć. W rozmowie z Flaminią Arlekin wydaje się śmiesznym łakomczuchem. Chętnie oddałaby serce i rękę pięknemu oficerowi, gdyby ten zechciał okazać się Księciem. To wytłumaczyłoby ją przed Arlekinem i pozwoliło pognębić zawistną Lizetę. Flaminia oferuje się poślubić Arlekina, by ułatwić jej podjęcie decyzji.

### Akt III
Flaminia upewnia Księcia, że chwila, w której Sylwia wyzna mu swą miłość, jest już bliska. Przyznaje też, że będzie to jednocześnie jej zwycięstwo i porażka, ponieważ zakochała się przypadkiem w Arlekinie. Arlekin dyktuje Trywelinowi list do Księcia, w którym prosi o możliwość opuszczenia pałacu z Sylwią, a jeśli by książę chciał pozostawić Sylwię dla siebie, to z Flaminią. Trywelin odmawia zapisania tej prośby, ponieważ od dwóch lat kocha Flaminię. Arlekin pyta Flaminię o jej uczucia do niego. Kobieta wyznaje, że go kocha, obawia się jednak, że jest dla niego tylko przyjaciółką. Arlekin wyznaje, że kocha ją i Sylwię. Przed Arlekinem zjawia się Szlachcic, przywrócony przez Księcia do łask i przynosi dokument przyznający Arlekinowi szlachectwo. Ten waha się czy je przyjąć ostatecznie jednak odrzuca je wobec niedorzeczności związanych z przestrzeganiem kodeksu honorowego. Przed Arlekinem staje sam Książę, by prosić go, by oddał mu Sylwię, którą kocha. Arlekin wyrzuca Księciu, że choć miał wiele poddanych, zabrał mu jedyną którą on miał, uznaje jednak również racje zakochanego serca Księcia. Sylwia wpada zrozpaczona, Trywelin zdradził swe uczucie do Flaminii przed Księciem i ten nakazał jej opuścić dwór. Żegna więc na zawsze Arlekina, jedyną miłość swego życia. Arlekin radzi jej zachować cierpliwość. Wyznaje, że też ją kocha i ma nadzieję, że wszystko się ułoży, gdy Książę poślubi Sylwię. Sylwia waha się. Kocha swego oficera, ale nie chce skrzywdzić Arlekina. Flaminia radzi jej, by uszczęśliwiła tego, kogo kocha i nie martwiła się o resztę. Sylwia wyznaje ukochanemu swą miłość, ten nie posiada się ze szczęścia, obawia się tylko czy nie utraci miłości Sylwii, gdy wyzna kim naprawdę jest. Dziewczyna nie wzbrania się jednak poślubić Księcia, którym jest jej ukochany oficer. Przeprasza Arlekina, że jej serce się odmieniło. Flaminia oddaje swą rękę Arlekinowi.